# DSLAM

Diagramma di connessioni xDSL

Il DSLAM (acronimo di Digital Subscriber Line Access Multiplexer) è un dispositivo di rete, spesso situato in centrali telefoniche, che collega più interfacce DSL su doppino in rame a un canale di comunicazione digitale ad alta velocità, utilizzando tecniche di multiplexing. È un dispositivo attivo (alimentato elettricamente) e può trovarsi installato in vari punti della rete di accesso tra l'utente e la prima centrale telefonica (stadio di linea).

## Descrizione
Il DSLAM è un dispositivo di elaborazione di segnali digitali che raccoglie dal lato utente diversi canali di comunicazione, solitamente veicolati da doppino telefonico, e li raggruppa con una tecnica di commutazione di pacchetto in un canale di comunicazione gerarchicamente superiore nella rete di telecomunicazioni. 
Oltre alla funzione di multiplazione, il DSLAM espleta anche la funzione di modulazione attraverso una batteria o banco di modem in serie, che modulano più segnali con protocollo DSL in un unico doppino telefonico di rame verso l'utente finale nella rete di accesso. In questo senso, il DSLAM rappresenta l'apparato duale rispetto al modem dell'utente, che chiude o apre la connessione in cui il segnale DSL transita fino all'utente finale, prelevando o immettendo il flusso dati da o verso la rete di trasporto.
Se esiste un doppino dedicato fra centrale e utente finale è possibile trasmettere un segnale con modulazione DSL anche senza usare il DSLAM, come nel caso delle linee HDSL o del circuito diretto numerico (CDN), raggiungendo velocità di trasmissione fino a 23 megabit/s.
Per trasportare un segnale DSL singolo è sufficiente un doppino di rame, mentre per trasportarne più di uno a distanze inferiori a 5 km sono sufficienti DSLAM e doppino telefonico. Per più segnali a velocità DSL su distanze maggiori di 5 km (come quelle da una centrale locale a quella principale) occorre invece un collegamento in fibra ottica. Le centrali che risultano non coperte da ADSL sono quindi quelle non provviste di DSLAM e/o di collegamento in fibra ottica con la centrale principale.

## Installazione

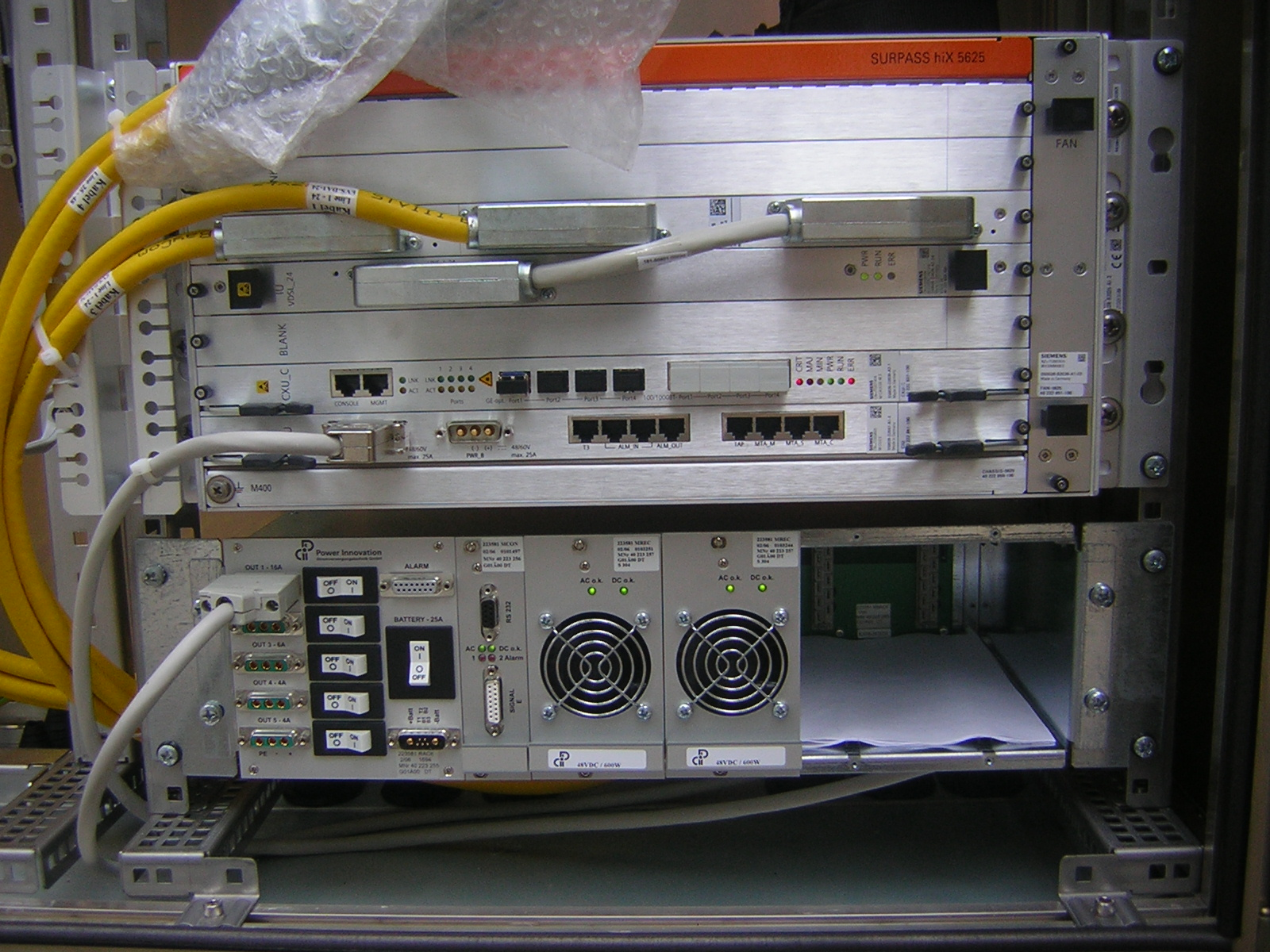
DSLAM modello SURPASS hiX 5625

Nel 2005, il costo di un DSLAM da 75 porte in grado di coprire un'utenza di 200 abitanti (con abbonamento ADSL) era di circa 3200 euro. A ciò si deve aggiungere l'adeguamento e l'attrezzatura dei locali che elevano la spesa intorno ai 15000 euro annui.
Un DSLAM garantisce una banda minima di 64 megabit/s con 1000 porte, tipicamente è frazionata a 64 kilobit/s per 1000 utenti.
Tanto più il DSLAM è vicino all'utente finale, tanto più è possibile trasmettere dati a velocità di trasmissione più elevata passando da tecnologie ADSL e ADSL2 a ADSL2+.
In generale ciascun DSLAM è configurabile nel suo consumer profile, ovvero nella velocità di trasmissione, offerta all'utente in base alla distanza dell'utente finale o al contratto stipulato con l'operatore telefonico.